# Zsófia Kónya
Zsófia Kónya est une patineuse de vitesse sur piste courte hongroise.

## Biographie
Zsófia Kónya naît le 6 février 1995 à Szeged.

### Jeux olympiques de 2022
Elle participe aux épreuves de patinage de vitesse sur piste courte aux Jeux olympiques de 2022 sur le 500 mètres ainsi que pour le relais par équipes mixte, avec Petra Jászapáti, Shaoang Liu et Shaolin Sándor Liu. Sur le relais mixte, elle remporte le bronze.